# Poelkikker
De poelkikker of kleine groene kikker (Pelophylax lessonae, vroeger Rana lessonae) is een kikker die behoort tot de familie van de echte kikkers (Ranidae) en het geslacht van de groene kikkers (Pelophylax).
De poelkikker heeft een groene kleur; de populaties in het noorden van het verspreidingsgebied hebben echter een meer bruine kleur. Het is een kleine soort, kleiner dan de middelste groene kikker (Pelophylax kl esculentus), die nog wat kleiner is dan de meerkikker (Pelophylax ridibundus). Deze bastaardkikker is een zichzelf op een bijzondere manier voortplantende kruising tussen poelkikker en meerkikker en heeft daarom eigenschappen die tussen de oudersoorten in liggen.
De poelkikker is een Centraal-Europese soort die niet voorkomt in zuidelijk Europa rond het Middellandse Zeegebied en ook op het Iberisch Schiereiland komt de soort niet voor. Het is in België een zeldzame soort; in Nederland is de poelkikker algemener.
De poelkikker leeft van kleine ongewervelden en sommige kleinere gewervelde dieren, zoals kleinere kikkers. De poelkikker heeft daarnaast dezelfde vijanden als andere groene kikkers, vooral vogels zoals de blauwe reiger, de ringslang en zoogdieren als de bunzing jagen actief op kikkers. De poelkikker is een warmteminnende soort die zich ophoudt in zonbeschenen, voedselarme en plantenrijke wateren.

## Verspreiding en habitat

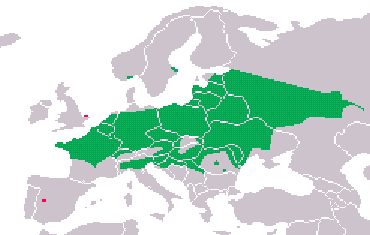
Verspreidingsgebied van de poelkikker in het groen, rode gebieden zijn uitgezette populaties. De verspreiding in noordelijk Rusland is niet zo scherp begrensd als op de kaart is weergegeven; de exacte verspreiding in dit deel is niet geheel bekend.

De poelkikker komt voor in het centrale deel van Europa. Van west naar oost loopt het verspreidingsgebied van Frankrijk tot Rusland; van zuid naar noord komt de poelkikker voor van noordelijk Italië tot zuidelijk Scandinavië. In Scandinavië is het areaal echter beperkt; in Noorwegen is een kleine populatie bekend uit rond de gemeente Arendal in de provincie Aust-Agder in het uiterste zuiden van het land. In Zweden is een populatie bekend rond de hoofdstad Stockholm.
In zuidelijk Europa komt de poelkikker niet voor, maar hier zijn andere groene kikkers te vinden die tot het geslacht Pelophylax behoren. Op het Iberisch Schiereiland komt de Iberische meerkikker (Pelophylax perezi) voor. Op de Balkan en in het gebied ten zuiden hiervan komen de Albanese poelkikker (Pelophylax shqipericus) en de Griekse poelkikker (Pelophylax epeiroticus) voor. In het zuidelijke deel van Italië, waar de poelkikker eveneens ontbreekt, worden de Italiaanse poelkikker (Pelophylax bergeri) en de Italiaanse middelste groene kikker (Pelophylax kl hispanica) gevonden.
De poelkikker komt voor in België, Denemarken, Duitsland, Engeland, Estland, Frankrijk, Hongarije, Italië, Letland, Liechtenstein, Litouwen, Luxemburg, Nederland, Oostenrijk, Polen, Roemenië, Rusland, Servië, Slovenië, Slowakije, Zweden, Tsjechië, Wit-Rusland en Zwitserland.
In Engeland is de soort inmiddels bijna geheel verdwenen. In het zuidoostelijk gelegen graafschap Norfolk is nog een populatie bekend, maar deze dieren zijn geïntroduceerd. Tot recentelijk was waarschijnlijk nog een relictpopulatie aanwezig, maar vanaf 1999 zijn geen waarnemingen meer gedaan. In 2005 werden honderd kikkervisjes en vijftig jonge en volwassen kikkers gevangen in Zweden en uitgezet in Norfolk, later zijn nog meer dieren uitgezet.

### In België en Nederland
In België komt de poelkikker vooral in het oosten en in het noorden langs de Nederlandse grens voor. De poelkikker heeft een relatief klein verspreidingsgebied in vergelijking met de Nederlandse populaties. De kikker staat in België dan ook te boek als zeldzaam. In België ondervindt de poelkikker concurrentie van de exoten Levantijnse meerkikker (Pelophylax bedriagae), Turkse meerkikker (Pelophylax caralitanus) en Iberische meerkikker (Pelophylax perezi).
In Nederland komt de poelkikker voor op Pleistocene zandgronden en hoogveengebieden. Vooral in het oosten van het land is het een vrij algemene soort. De poelkikker is een van de kikkers die in aantal is toegenomen; in de periode 1996-2007 zijn veel meer exemplaren geteld dan in de periode 1971-1995. In Noord-Holland is de poelkikker alleen aangetroffen in de duinen bij Egmond aan Zee; de kikker is hier alleen bekend vanaf 1996. In Zuid-Holland is de kikker slechts bekend van enkele populaties. In Zeeland is de poelkikker alleen aangetroffen in Goedereede. Flevoland is de enige Nederlandse provincie waar de poelkikker nog nooit is waargenomen; hier komt alleen de meerkikker voor. Door zijn voorkeur voor begroeid voedselarm water en voorkeur voor overwintering op het land is de poelkikker niet overal algemeen en is hij voornamelijk in natuurgebieden te vinden, zoals vennen en hoogveengebieden. In cultuurgebied komt de poelkikker voor in kleine dichtheden en wordt hier verdrongen door de bastaardkikker. Bastaardkikkers zijn voor de voortplanting namelijk vaak afhankelijk van een kleine hoeveelheid poelkikkers, aangezien de kruising met een poelkikker veel vaker levensvatbare nakomelingen geeft dan een onderlinge kruising.

### Habitat
De soort komt voor in matig voedselarme poelen, vijvers en vennen op zandgronden en in hoogveengebieden. De kikker is te vinden in de vegetatie- of strooisellaag rond kleine wateren. Voorbeelden van geschikte leefomgevingen zijn elzenbroeken, hoogveenmoerassen en veedrinkpoelen.
De poelkikker is een terrestrische (op de bodem levende) soort die niet kan klimmen. De kikker is meer op het land te vinden in vergelijking met andere groene kikkers en overwintert over het algemeen ook op het land, en niet op de bodem van het water zoals veel andere soorten. In de voortplantingstijd kwaken de mannetjes in grote groepen in door waterplanten bedekte wateren. Als de voortplantingstijd voorbij is bevinden de kikkers zich op het land; alleen bij droogte wordt het water opgezocht.
De poelkikker is voornamelijk een bewoner van laaggelegen gebieden. In Oostenrijk is de kikker aangetroffen op een hoogte van 1550 meter boven zeeniveau maar meestal wordt de kikker gevonden op een hoogte van minder dan 600 meter boven zeeniveau.

## Kenmerken

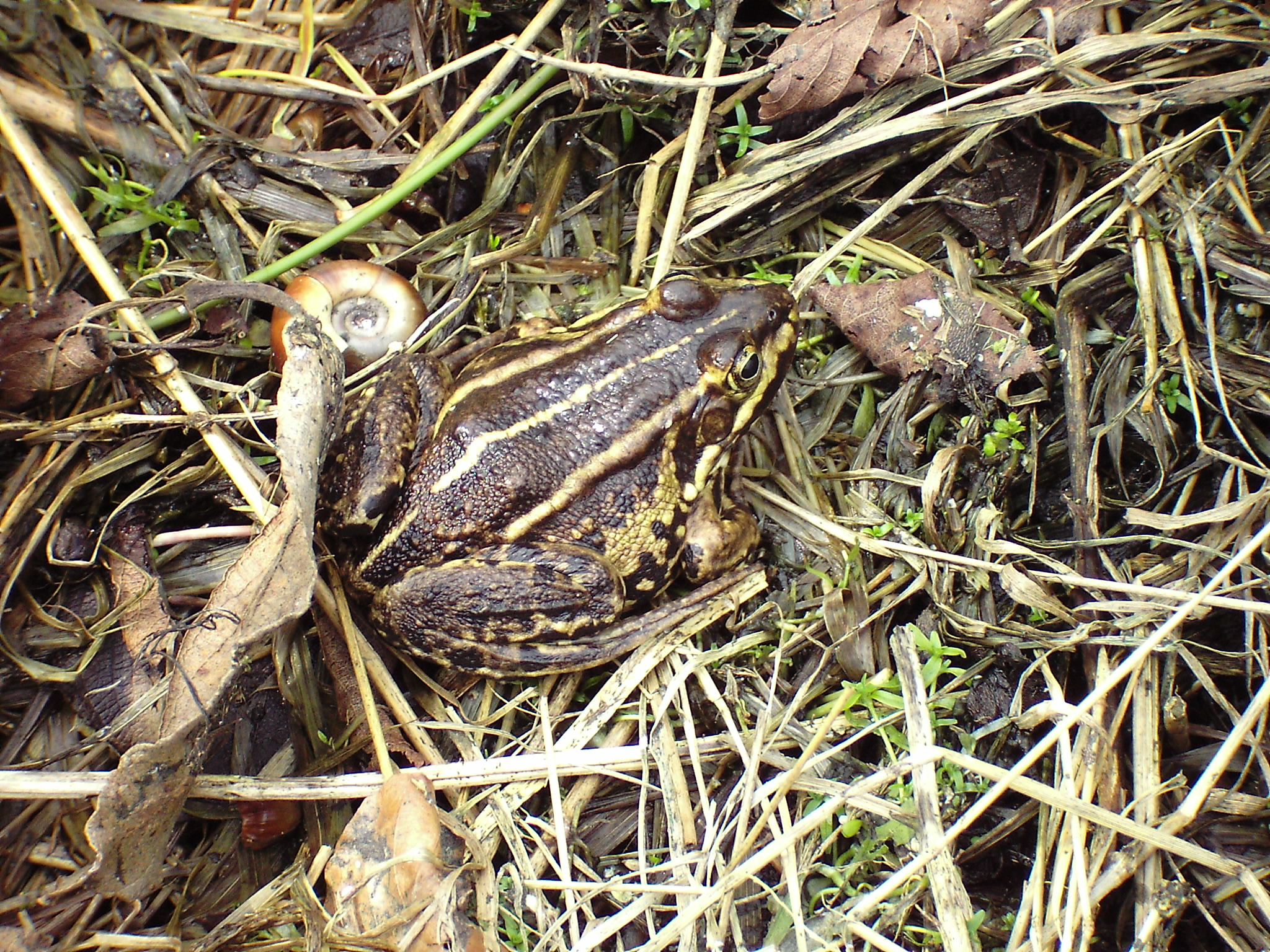
Bruine vorm uit de Noord-Duitse plaats Pohnsdorf

De poelkikker heeft een groene kleur en bereikt een lengte van ongeveer 5 tot 6 centimeter. De mannetjes blijven kleiner dan de vrouwtjes en worden zo'n 45 tot 55 millimeter lang, maximaal 70 mm. De vrouwtjes worden ongeveer 55 tot 65 millimeter lang met uitschieters tot 80 mm.
De lichaamskleur van de poelkikker is net als andere groene kikkers die een groot verspreidingsgebied hebben zeer variabel. De kikker is dan ook gemakkelijk met andere soorten te verwarren, zie ook onder onderscheid met andere soorten. De basiskleur van de poelkikker is net als andere Pelophylax- soorten meestal groen; in het noordelijke deel van het verspreidingsgebied komen meer bruine variaties voor. De groene kleur is echter eveneens variabel; de meeste exemplaren zijn grasgroen tot donkergroen. Mannetjes krijgen in de paartijd een lichtere kleur die het paarkleed wordt genoemd. Ze worden dan lichtgroen tot geelgroen en zijn duidelijk te onderscheiden van de vrouwtjes. De dorsale (rug)zijde is in de regel donkerder dan de flanken en de buik is altijd zeer licht en neigt naar wit. De rug is bruin tot donkergroen met lichtere strepen en lichtgroene flanken; op het midden van de rug is een lichte streep aanwezig. De dorsolaterale lijsten zijn bruin en steken hiermee af tegen de meestal groene basiskleur. De poten en flanken zijn bedekt met zwarte of donkerbruine vlekken. De snuit is relatief spits, de klierlijst die van het oog naar het tympanum loopt is vaak minder geprononceerd dan bij de gelijkende meerkikker. De kwaakblazen van de poelkikker zijn wit en enigszins transparant.
De eiklompen van poelkikkers bevatten wat minder eieren per klomp dan bij meerkikkers en bastaardkikkers. De dooier is tweekleurig, bruin en beige-wit, waarbij de donkere kant naar boven draait (zie foto van amplex). De zinkende eieren zakken tussen de vegetatie en zijn lang niet zo opvallend als de grote drijvende klompen met zwarte kernen die de bruine kikker en heikikker afzetten vlak na de winter, wanneer de waterplanten nog niet zijn uitgegroeid. De larven van groene kikkers zijn niet direct van elkaar te onderscheiden.

### Onderscheid met andere soorten

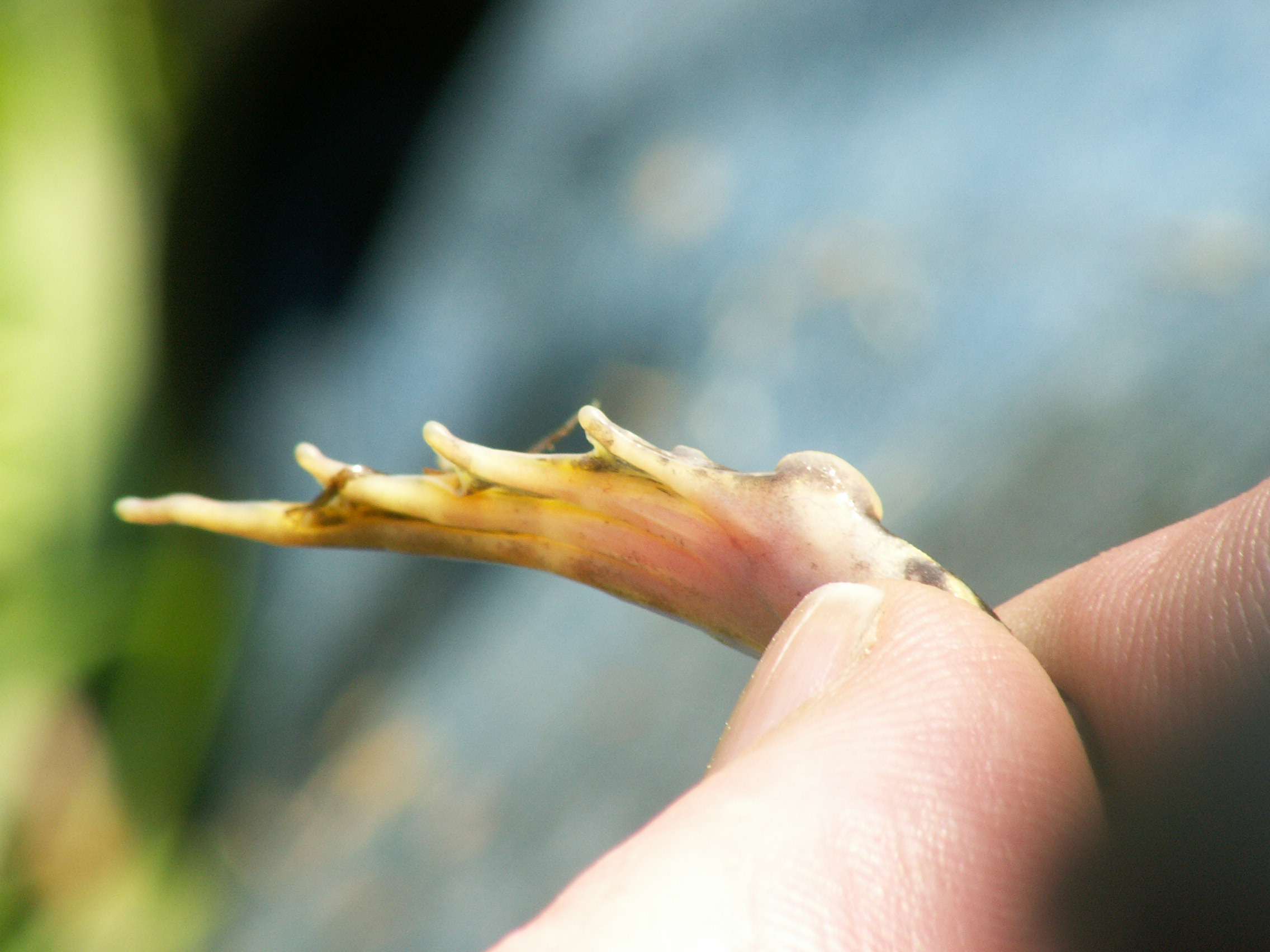
Metatarsusknobbel van de poelkikker is relatief groot en rond van vorm.

De groene kikkers waaronder de poelkikker verschillen in het algemeen van bruine kikker en verwanten doordat de ogen meer dicht bij elkaar boven op de kop zitten, het ontbreken van een grote zwarte slaapvlek en de groenige kleuren. Het onderscheid tussen de poelkikker en de bastaardkikker is lastig, evenals het onderscheid met verwante soorten in zuidelijk Europa.
In deze sectie worden de verschillen beschreven met andere soorten die in België en Nederland voorkomen. De poelkikker is de kleinste van de drie soorten algemeen voorkomende groene kikkers in West-Europa. De andere twee zijn de meerkikker of grote groene kikker (P. ridibundus) en de middelste groene kikker of bastaardkikker (P. kl. esculentus). Deze laatste soort is ontstaan uit een paring van een meerkikker en van de poelkikker; het is dus een hybride. De hybride kan zichzelf onderling wel weer voortplanten, maar kruist ook terug met poelkikker en meerkikker. Er is sprake van een vrij ingewikkelde situatie omdat ook triploïde dieren voorkomen. Ook kunnen de kenmerken van de oudersoort variëren al naargelang de geografische herkomst. Zie ook het artikel Pelophylax.
De kikkers zijn het beste te onderscheiden aan hun metatarsusknobbel, ook wel graafknobbel genoemd. Dit is een uitstulping aan de achterzijde van de binnenste teen aan de achterpoot. De graafknobbel is bolvormig en symmetrisch bij de poelkikker, terwijl deze bij de meerkikker niet symmetrisch zijn en bovendien kleiner blijven. Ook de strekproef kan uitkomst bieden; hierbij wordt de achterpoot van de kikker langs het lichaam gevouwen om de relatieve lengte van de achterpoot te bepalen. De poelkikker heeft de kortste poten van de drie groene kikkers, de poten reiken tot voor de neuspunt terwijl die van de bastaardkikker tot ongeveer de neuspunt komen. De achterpoten van de meerkikker zijn het langst en reiken bij de strekproef tot voorbij de neus.
Andere verschillen zijn de meestal olijfgroene kleuren, kleinere ogen en meer en het duidelijker gestreepte lichaam van de poelkikker dan de andere soorten. Ook is de snuit spitser, de grootte van de trommelvliezen en ogen lijken echter sterk op die van andere groene kikkers. De vlekken op poten en flanken zijn bij de poelkikker meestal donkerder. De achterzijde van de dijen is bij de poelkikker geel en is voorzien van donkere vlekken, bij de meerkikker is de achterzijde crèmekleurig of wit en bij de bastaardkikker geelgroen. Doordat er bij zowel de poelkikkers als de meerkikker veel variatie is, en de bastaardkikker bovendien een mengvorm is, kunnen bovengenoemde lichaamskenmerken dusdanig in elkaar overlopen dat zelfs ervaren veldwerkers de soorten door elkaar kunnen halen. Ook de kwaakblazen van de mannetjes zijn anders van kleur, bij de poelkikker zijn ze transparant en wit tot grijs, bij de bastaardkikker lichtgrijs tot grijs en bij de meerkikker donkergrijs tot zwart. Dit is echter alleen te zien als de kikkers kwaken.
Buiten België en Nederland komen vele andere soorten groene kikkers voor die soms moeilijk zijn te onderscheiden. In België is daarnaast de Levantijnse meerkikker (Pelophylax bedriagae) uitgezet in tuinvijvers.

## Levenswijze
De poelkikker overwintert over het algemeen op het land in losse bosgrond. Hij wordt later actief dan de bruine kikker en begint eind april aan de voortplanting bij een warm voorjaar.
De poelkikker is zowel dagactief al nachtactief. 's Nachts bij regenachtig weer maken de poelkikkers tochten waarbij ze nieuwe leefgebieden kunnen vinden, terwijl ze overdag actief foerageren.

### Voortplanting
In de lente vindt de voortplanting plaats, waarbij de mannetjes zich vanaf maart maar meestal in april en mei in het water verzamelen. Op geschikte plekken vormen zich vaak grote kwaakkoren, waarbij er zich meer dan tien exemplaren op een vierkante meter kunnen bevinden. De mannetjes lokken de vrouwtjes, ze gaan in het water zitten kwaken tot er zich een geschikte partner aandoet. Het gekwaak van de mannetjes is regelmatig, vrij langdurig en monotoon. Andere groene kikkers hebben meer hortende en stotende geluiden.
De bevruchting vindt plaats in het water, vaak binnen de kwaakkoren, dit geschiedt over het algemeen 's nachts. Het mannetje klemt een wijfje vast met de voorpoten en zodra zij haar eieren afgeeft -waarbij ze haar lichaam strekt- loost het mannetje zijn zaad. Wijfjes produceren ongeveer 600 tot 3000 eitjes per seizoen, die in verschillende klompen worden afgezet. De eiermassa's van de poelkikker blijven niet drijven zoals de eieren van andere groene kikkers, maar zinken naar de bodem.
Het embryonaal stadium vindt in het ei plaats; hierbij ontwikkelen de embryo's kleine kieuwen. De duur van het eistadium varieert tussen de vier en zeven dagen; de temperatuur moet tussen 11 °C en 37 °C graden liggen. De larven zijn wormachtig als het ei wordt verlaten. Ze hebben dan een lichaamslengte van ongeveer 5 tot 8 millimeter. Kleine groene kikkerlarven zijn herkenbaar aan een lichte vlekken bij de ogen (masker). Ze groeien gedurende enkele maanden door naar een lichaamslengte van 50 tot 75 mm. Net als bij andere kikkers overwinteren de larven soms bij ongunstige omstandigheden. Ze worden dan aanmerkelijk groter, dergelijke larven worden reuzenlarven genoemd en kunnen een lichaamslengte bereiken van 130 mm inclusief staart.
De metamorfose van de larven vindt meestal eind juli plaats, waarbij de ontwikkelingstijd ongeveer acht tot twaalf weken bedraagt. De poelkikker wordt geslachtsrijp op een leeftijd van één tot twee jaar. De poelkikker kan in de vrije natuur tot twaalf jaar oud worden.

### Vijanden
De eiklompen kunnen door platwormen worden geconsumeerd. De larven worden voornamelijk gegeten door vissen, salamanders, larven van de Geelgerande watertor en libellenlarven. De poelkikker kan zich toch behoorlijk goed handhaven in water bevolkt met vis, zolang er vegetatie aanwezig is. Volwassen kikkers worden vooral gegeten door snoeken, blauwe reiger, ooievaar, bunzing, vos en ringslang.
Poelkikkers hebben ook te vrezen van grotere soortgenoten en de andere groene kikkers. Kikkers zijn erg kannibalistisch. Omdat de kikkers relatief grote prooien aankunnen, hebben ze te vrezen van soortgenoten die nog niet de helft groter zijn; van een 70 millimeter lang vrouwtje is beschreven dat ze binnen een tijdbestek van ongeveer een half uur een 42 millimeter lange soortgenoot verorberde.

## Taxonomie
De wetenschappelijke naam werd gepubliceerd in 1882 door Camerano als Rana lessonae. Later werd de soort bij het geslacht Pelophylax ingedeeld. Andere gebruikte namen voor deze soort zijn onder andere Rana viridis  en Rana maritima. De poelkikker is vaak beschreven als ondersoort of variatie van de middelste groene kikker (Pelophylax kl. esculentus). Deze soort heeft een gelijkend uiterlijk, maar wordt groter. De bastaardkikker is een hybride van de poelkikker en de meerkikker (Pelophylax ridibundus).
De poelkikker kent geen ondersoorten. Vroeger werd de Italiaanse poelkikker (Pelophylax bergeri) als ondersoort van de poelkikker gezien, maar deze wordt tegenwoordig als een aparte soort erkend.
Daarnaast wordt wel geopperd om de populaties die voorkomen in Scandinavië als een aparte ondersoort te erkennen. De poelkikkers die in het noorden van het verspreidingsgebied voorkomen, hebben een donkerder kleur en zijn meestal bruin. De mannetjes kleuren in de paartijd meer naar zwart dan naar groengeel zoals de mannetjes uit andere delen van het verspreidingsgebied.

## Video's
- zijaanzicht, let lucht beweegt van lichaam naar kwaakblaas en vice versa
- vergelijk formaat bastaardkikker
- kwaakblazen frontaal